# Bataille de Jackson (Tennessee)
Guerre de Sécession
Batailles
Théâtre oriental
- Virginie-occidentale
- Manassas
  - 1re Bull Run
- 1re Virginie Septentrionale
- Burnside Expedition
- Péninsule
- Sept Jours
  - Gaines's Mill
  - Malvern Hill
- 1re Shenandoah valley
- 2de Virginie Septentrionale
  - 2de Bull Run
- Maryland
  - Antietam
- Fredericksburg
- Tidewater
- Chancellorsville
  - Chancellorsville
- Pennsylvanie
  - Gettysburg
- Bristoe
- Mine Run
- Campagne terrestre
  - Wilderness
  - Spotsylvania
  - Cold Harbor
- Bermuda Hundred
- 2de Shenandoah valley
  - Opequon
  - Cedar Creek
- Petersburg
- 1re Wilmington
- 2de Wilmington
- Appomattox
  - 3e Petersburg
  - Sayler's Creek
  - Appomattox C.H.

Théâtre occidental
- East Kentucky
- Shiloh
  - Fort Henry
  - Fort Donelson
  - Shiloh
- Kentucky
- Raid de Newburgh
  - Perryville
- Stones River
  - Murfreesboro
- Vicksburg
  - Champion Hill
  - Vicksburg
- Raid de Morgan
- Raid de Hines
- Tullahoma
- Chickamauga
- Chattanooga
- Knoxville
- Raid Forrest
- Atlanta
- Franklin-Nashville
- Savannah
- Carolines
  - Bentonville
- Raid de Wilson

Théâtre Trans-Mississippi
- Arizona confédéré
  - 1re Messilla
- Missouri
  - Wilson's Creek
- Territoire indien
- Trail of Blood on Ice
- Nouveau-Mexique
- Boston Mountains
- Pea Ridge
- 1re Texas
- Little Rock
- 2de Texas
- Camden
- Red River
- Raid de Price
- Palmito Ranch

Théâtre du bas littoral et approche du golfe
- Fort Sumter
- Blocus de l'Union
- 1re Bayou Teche
- Mississippi valley
  - Port Hudson
- Charleston
- 2de Bayou Teche
- Mobile Bay
- Mobile

La bataille de Jackson, appelée aussi bataille de Salem Cemetery, s'est déroulée le 19 décembre 1862, dans le comté de Madison, Tennessee, pendant la guerre de Sécession.

## Contexte
Les combats à Jackson surviennent pendant l'expédition dans le Tennessee occidental du brigadier général confédéré Nathan Bedford Forrest, entre le 11 décembre 1862 et le 1er janvier 1863. Forrest souhaite interrompre la ligne de ravitaillement de l'armée du major général Ulysses S. Grant, qui mène une campagne en aval de la voie ferrée du Mississippi central. S'il peut détruire la voie ferrée de Mobile & Ohio qui court vers le sud à partir de Columbus, Kentucky, passant par Jackson, Tennessee, Grant devra abréger ou stopper ses opérations. La brigade de cavalerie de Forrest, forte de 2 100 hommes, traverse la rivière Tennessee entre le 15 décembre 1862 et le 17 décembre 1862, se dirigeant vers l'ouest. Grant ordonne une concentration de troupes à Jackson sous le commandement du brigadier général Jeremiah C. Sullivan et envoie une force de cavalerie, commandée par le colonel Robert G. Ingersoll combattre Forrest. Néanmoins, Forrest écrase la cavalerie de l'Union à Lexington le 18 décembre 1862.

## Bataille
Alors que Forrest poursuit son avance le lendemain, Sullivan donne l'ordre au colonel Adolph Englemann de  prendre une petite force au nord-est de Jackson. À Old Salem Cemetery, en position défensive, les deux régiments infanterie d'Englemann repoussent une attaque montée confédérée et se retirent alors de 1,6 kilomètre (1 mile) en direction de la ville. Pour Forrest, le combat n'est autre qu'une feinte et le moyen de fixer les défenseurs unionistes à Jackson sur place pendant que deux colonnes montées détruisent les voies de chemin de fer au nord et au sud de la ville et repartent. Une fois fait, Forrest se retire de la région de Jackson pour attaquer Trenton et Humboldt. Ainsi, bien que les fédéraux aient réussi leur démonstration face à une partie de la force de Forrest, la réussite majeure est que les autres confédérés ont rempli un des objectifs de l'expédition.